# Лопенно
Лопенно (пол. Łopienno) — село в Польщі, у гміні Мелешин Гнезненського повіту Великопольського воєводства.
Населення — 825 осіб (2011).
У 1975-1998 роках село належало до Познанського воєводства.

## Демографія
Демографічна структура станом на 31 березня 2011 року:
|          | Загалом | Допрацездатний вік | Працездатний вік | Постпрацездатний вік |
| -------- | ------- | ------------------ | ---------------- | -------------------- |
| Чоловіки | 371     | 82                 | 257              | 32                   |
| Жінки    | 454     | 96                 | 269              | 89                   |
| Разом    | 825     | 178                | 526              | 121                  |